# خوسه پسارودونا
خوسه پسارودونا (اسپانیایی: José Pesarrodona‎؛ زادهٔ ۱ فوریهٔ ۱۹۴۶) دوچرخه‌سوار اهل اسپانیا است.